# Бестобе (Камыстинский район)
Бестобе (каз. Бестөбе) — село в Камыстинском районе Костанайской области Казахстана. Административный центр и единственный населённый пункт Бестобинского сельского округа. Находится примерно в 18 км к востоку от районного центра, села Камысты. Код КАТО — 394837100.

## Население
В 1999 году население села составляло 1127 человек (548 мужчин и 579 женщин). По данным переписи 2009 года в селе проживал 841 человек (409 мужчин и 432 женщины).